# (425755) 2011 CP4
(425755) 2011 CP4 est un astéroïde Aton herméocroiseur, cythérocroiseur, géocroiseur et aréocroiseur classé comme potentiellement dangereux.

## Orbite
Son aphélie est de 1,69 UA et son périhélie est 0,11 UA. En octobre 2014, c'est l'astéroïde Aton ayant le troisième plus petit périhélie, trois fois plus faible que celui de Mercure.
Sa distance minimale d'intersection de l'orbite terrestre est de 0,18890 ua.